# In vino veritas
In vino veritas, in aqua sanitas (с лат. — «Истина — в вине, здоровье — в воде»), In vino veritas, In vino veritas! — латинское выражение, имеющее также греческий вариант «Ἐν οἴνῳ ἀλήθεια…» с тем же значением.
Автором выражения является Плиний Старший, употребивший его в своей «Естественной истории» (XIV, 28), а фраза на греческом приписывается Алкею.
Геродот сообщает, что если персы решили что-то в пьяном виде, то решение должно быть пересмотрено на трезвую голову. Римский историк Тацит описал, как германские народы держали тинг на праздниках, где, как они полагали, пьянство препятствует тому, чтобы участники лукавили друг с другом.
Латинское выражение: в вине истина — In vino veritas, то есть вино развязывает языки, соответствует русскому: что у трезвого на уме, то у пьяного на языке. В другом источнике латинский афоризм In vino Veritas переведён как «В вине правдивость».